# Programari lliure, societat lliure
Programari lliure, societat lliure: Recull d'articles de Richard M. Stallman (Free Software, Free Society: Selected Essays of Richard M. Stallman en versió original) és un llibre que recull escrits de Richard M. Stallman. La primera edició del qual es publicà el 2002 per GNU Press sota llicència GNU Free Documentation License. La segona edició, publicada el 2010, contenia les mateixes versions actualitzades dels assajos originals i alguns assajos nous més.
Els assajos inclosos en aquest llibre tracten sobretot d'ètica, legislació, negoci i la seva aplicació al programari dels ordinadors. La introducció va ser escrita per Lawrence Lessig, professor a Harvard Law School.

## Parts
El llibre està dividit en 7 parts principals:
- The GNU Project and Free Software
- What's in a Name?
- Copyright, Copyleft
- Software Patents: Danger to Programmers
- The Licences
- Traps and Challenges
- An Assessment and a Look Ahead

La traducció al català (presentada el 9 d'abril de 2006) es dugué a terme de la primera edició del 2002, ja que la segona no es publicà fins al 2010. I només són quatre les parts que componen el recull:
- El projecte GNU i el programari lliure
- Copyright, copyleft i patents
- Llibertat, societat i programari
- Les llicències